# Beauvoir-Wavans
Beauvoir-Wavans é uma comuna francesa na região administrativa de Altos da França, no departamento de Pas-de-Calais. Estende-se por uma área de 9,49 km². Em 2010 a comuna tinha 388 habitantes (densidade: 40,9 hab./km²).